# Antoniuskapel (Mühlhausen)
De Antoniuskapel (Duits: Antoniuskapelle) is een oude kapel in Mühlhausen, Thüringen.

## Geschiedenis

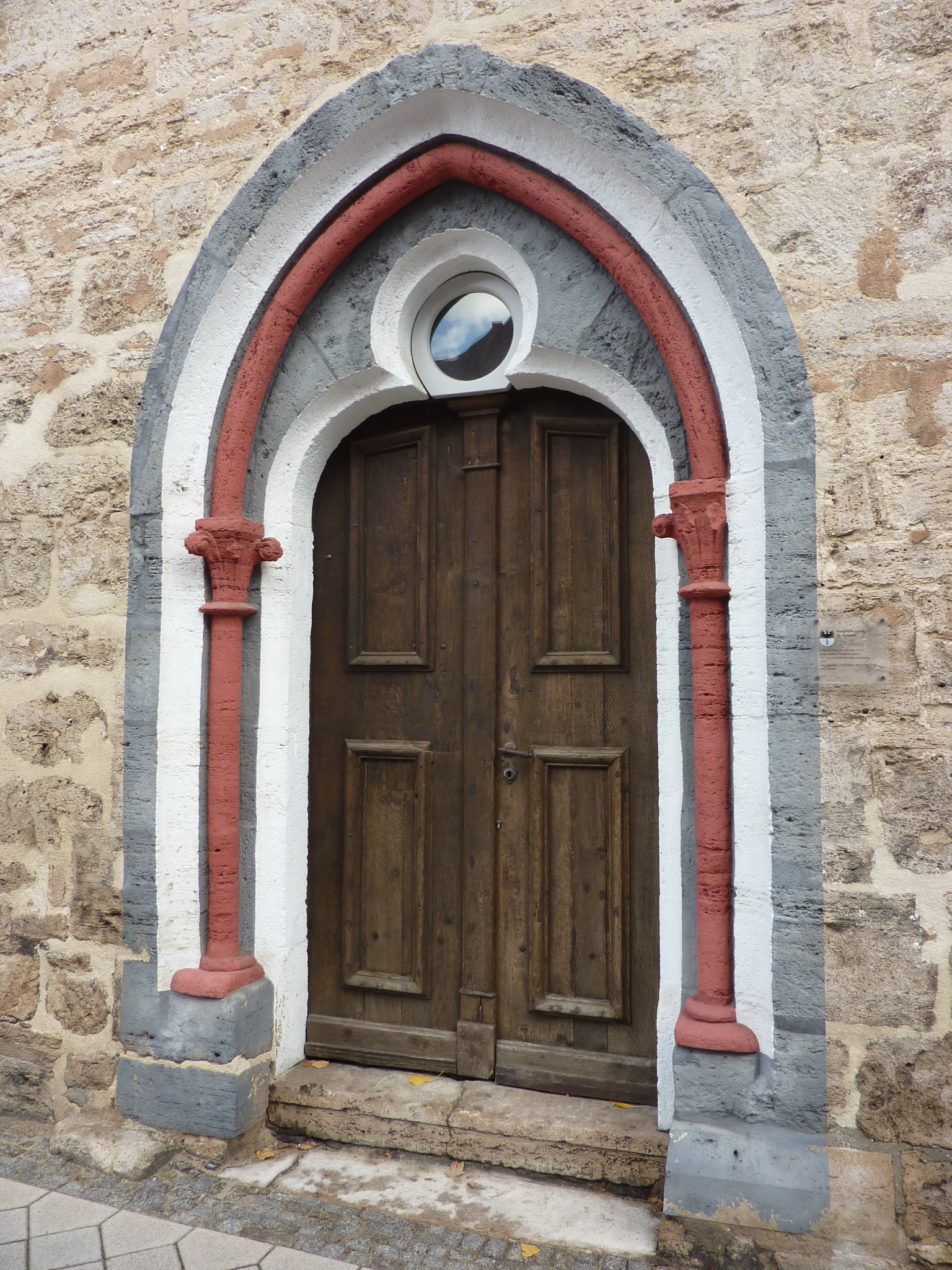
Portaal

Al in 1207 werd er een Antoniusspitaal met een kape1 gebouwd in Mühlhausen. Het spitaal diende voor de verpleging van zieken en ouderen.
In verband met de aanbouw van een polygonaal koor wordt de kapel voor het eerst in 1270 in een oorkonde genoemd. Korte tijd later werd er ook een sacristie aangebouwd.
In 1649 brandde het hele stift af. Het ten westen van de kerk liggende complex van vakwerkgebouwen werd volgens Latijnse inschriften in de balken kort na de brand herbouwd. Het noordelijke gebouw aan de stadsmuur werd na een brand in 1892 geheel nieuw gebouwd.
In de loop der tijd diende het gebouw niet alleen als godshuis, maar ook als onderdeel van de stadsbevestiging en in meer recentere tijden als turnzaal, eetzaal en schrijnerij. De gebouwen worden tegenwoordig gebruikt door een herberg voor groepsaccommodatie. In de kapel is een seminarium en ontmoetingsruimte ingericht. De sacristie wordt gebruikt als vergaderruimte.